# Veruschka Bódy
Veruschka „Vera“ Bódy (anhörenⓘ, geborene Baksa-Soós; * 1952 in Budapest) ist eine ungarische Filmemacherin und Autorin sowie Mitbegründerin des Videokunstmagazins „Infermental“.

## Biografie
Von 1970 bis 1976 studierte sie Geschichte, Philosophie, Sinologie und Kunst im damaligen Westdeutschland und war im Anschluss bis 1980 wissenschaftliche Mitarbeiterin an der Heinrich-Heine-Universität Düsseldorf.
1980 heiratete sie den ungarischen Filmemacher Gábor Bódy, mit dem sie im gleichen Jahr das erste auf Videokassetten veröffentlichte Videokunstmagazin „Infermental“ gründete. Aus der Ehe stammen die gemeinsamen Kinder Zita und Caspar-Maria Zoltan Leopard. 1983 spielte sie im Film „Kutya éji dala“ mit, bei dem ihr Mann Regie führte und am Drehbuch mitgeschrieben hatte.
Nach dem frühen Tod ihres Mannes im Jahr 1985 übernahm sie die Gesamtkoordination bei „Infermental“ und veröffentlichte seit 1986 einige Bücher zum Thema Videokunst, auch auf Video. Seit 1986 war sie Videokommissarin der Internationalen Kurzfilmtage Oberhausen. Seit 2000 leitet sie die Moholy-Nagy-Galerie im Balassi-Institut des Hungaricums der Ungarischen Botschaft in Berlin.